# Idiocera (Idiocera) arete
Idiocera (Idiocera) arete is een tweevleugelige uit de familie steltmuggen (Limoniidae). De soort komt voor in het Palearctisch gebied.